# Arachnothryx mexicana
Arachnothryx mexicana är en måreväxtart som först beskrevs av Porphir Kiril Nicolai Stepanowitsch Turczaninow, och fick sitt nu gällande namn av Attila L. Borhidi. Arachnothryx mexicana ingår i släktet Arachnothryx och familjen måreväxter. Inga underarter finns listade i Catalogue of Life.